# Le Mors aux dents
Le Mors aux dents is een Franse film van Laurent Heynemann die werd uitgebracht in 1979. 

## Verhaal
Charles Dréant is een oplichter die een aantal vooraanstaande politici heeft gechanteerd door de compromitterende dossiers die hij in bezit heeft. Met die vorm van politieke corruptie heeft hij veel geld 'verdiend'. 
De leiders van de partij die aan de macht is geven de jonge geslepen politicus Loïc Le Guenn de opdracht Dréant te schaduwen en de dossiers in handen te krijgen. Le Guenn zoekt contact met Dréant en doet alsof hij aan zijn kant staat.
Dréant is net van plan een zwendel op te zetten in het milieu van de erg populaire paardenraces en de daaraan verbonden weddenschappen. Hij maakt namelijk een financieel moeilijke tijd door en zoekt dan ook het geld voor het omkopen van de jockeys bijeen door chantage.    

## Rolverdeling
| Acteur            | Personage                       |
| ----------------- | ------------------------------- |
| Jacques Dutronc   | Loïc Le Guenn                   |
| Michel Piccoli    | Pierre Chazerand                |
| Michel Galabru    | Charles Dréant                  |
| Nicole Garcia     | mevrouw Le Guenn                |
| Roland Bertin     | Xavier Guibert                  |
| Michel Beaune     | Froment                         |
| Jean Benguigui    | René Bosc                       |
| Monique Chaumette | Louise Guibert                  |
| Roland Blanche    | Aristote Vassiliadès, 'le Grec' |
| Charles Gérard    | Ménard, de spelcommissaris      |
| Dominique Zardi   | de baas van het café Bastille   |
| Michel Berto      | Solo                            |
| Jacques Sereys    | Poinsot-Dubreuil                |